# Gospodarka komunalna
Gospodarka komunalna – dział gospodarki narodowej, której celem jest zaspokojenie bieżących i nieprzerwanych potrzeb dla ludności w drodze świadczenia usług powszechnie dostępnych wynikających z zamieszkania ludności. Do głównych zadań gospodarki komunalnej należą:
- usługi administracyjne związane z rejestracją prowadzeniem ewidencji, np. wydawanie dokumentów, wprowadzanie do rejestrów, wydawanie zezwoleń, wydawanie decyzji administracyjnych,
- usługi społeczne: ochrona zdrowia, rozwój kultury, ośrodki sportowe, oświata, opieka społeczna, mieszkania komunalne, bezpieczeństwo publiczne,
- usługi techniczne: zaopatrzenie w energię elektryczną, ciepłownictwo, cmentarnictwo,
- transport publiczny – usługi transportowe transportu zbiorowego, transport specjalny (osoby niepełnosprawne), dbanie o stan infrastruktury transportowej (drogi, tory),
- gospodarka wodna: zaopatrzenie w wodę oraz kanalizacja,
- gospodarka odpadami: składowanie odpadów, utylizacja, recycling,
- gospodarowanie terenami zielonymi.

## Podmioty gospodarki komunalnej
Podmiotami w gospodarce komunalnej są jednostki samorządu terytorialnego. W Polsce według ustawy o gospodarce komunalnej z dnia 20 grudnia 1996 r. podmiotami są: gminy, powiaty lub województwa. Jednostki samorządu terytorialnego mogą tworzyć i przystępować do spółek z ograniczoną odpowiedzialnością i spółek akcyjnych oraz tworzyć spółki komandytowe lub komandytowo-akcyjne. Samorząd terytorialny może powierzać wykonywanie zadań podmiotom (firmom) zewnętrznym. Powierzanie zadań do realizacji nie prowadzi sama z siebie do przeniesienia na podmiot wykonujący zadanie odpowiedzialności publiczno prawnej za jego wykonanie. Podstawą do wykonania powierzonego zadania jest umowa, która daje możliwość prowadzenia na danym obszarze działalności mającej na celu zaspokajanie zbiorowych potrzeb mieszkańców. Ważne jest aby w umowie powinno się określić warunki wykonywania zadań oraz umożliwiać władzom samorządowym ingerencje w działalność danego podwykonawcy, gdy wykonuje on zadanie w sposób niezgodny.

## Podział obowiązków między jednostkami samorządu terytorialnego w Polsce

### Samorządy województwa
Zadania samorządu województwa są zawarte w art. 14 ustawy o samorządzie województwa. W skład ich wchodzą:
- edukacja publiczna, w tym szkolnictwo wyższe
- promocja i ochrona zdrowia
- kultura oraz ochrona zabytków i opieka nad zabytkami
- pomoc społeczna
- polityka prorodzinna
- modernizacja terenów wiejskich
- zagospodarowanie przestrzenne
- ochrona środowiska
- gospodarka wodna, w tym ochrona przeciwpowodziowa, a w szczególności wyposażenie i utrzymanie wojewódzkich magazynów przeciwpowodziowych
- transport zbiorowy i drogi publiczne
- kultura fizyczna i turystyka
- ochrona praw konsumentów
- obronność
- bezpieczeństwo publiczne
- przeciwdziałanie bezrobociu i aktywizacja lokalnego rynku pracy
- działalność w zakresie telekomunikacji
- ochrona roszczeń pracowniczych w razie niewypłacalności pracodawcy.

### Samorządy powiatowe
Zadania powiatów zawarte są w art. 4 ustawy o samorządzie powiatowym. Do ich zadań należą:
- edukacja publiczna
- promocja i ochrona zdrowia
- pomoc społeczna
- wspieranie rodziny i systemu pieczy zastępczej
- polityka prorodzinna
- wspieranie osób niepełnosprawnych
- transport zbiorowy i drogi publiczne
- kultura oraz ochrona zabytków i opieka nad zabytkami
- kultura fizyczna i turystyka
- geodezja, kartografia i kataster
- gospodarka nieruchomościami
- administracja architektoniczno-budowlana
- obronność
- promocja powiatu
- gospodarka wodna
- ochrona środowiska i przyrody
- rolnictwo, leśnictwo i rybactwo śródlądowe
- porządek publiczny i bezpieczeństwo obywateli
- ochrona przeciwpowodziowa, w tym wyposażenie i utrzymanie powiatowego magazynu przeciwpowodziowego, przeciwpożarowej i zapobiegania innym nadzwyczajnym zagrożeniom życia i zdrowia ludzi oraz środowiska
- przeciwdziałanie bezrobociu oraz aktywizacja lokalnego rynku pracy
- ochrona praw konsumenta; utrzymanie powiatowych obiektów i urządzeń użyteczności publicznej oraz obiektów administracyjnych.

### Samorządy gminne
Zadania gmin znajdują się w art. 7 ustawy o samorządzie gminnym. Do gmin należą sprawy:
- ładu przestrzennego, gospodarki nieruchomościami, ochrony środowiska i przyrody oraz gospodarki wodnej
- gminnych dróg, ulic, mostów, placów oraz organizacji ruchu drogowego
- wodociągów i zaopatrzenia w wodę, kanalizacji, usuwania i oczyszczania ścieków komunalnych, utrzymania czystości i porządku oraz urządzeń sanitarnych, wysypisk i unieszkodliwiania odpadów komunalnych
- zaopatrzenia w energię elektryczną i cieplną oraz gaz
- działalności w zakresie telekomunikacji
- lokalnego transportu zbiorowego
- ochrony zdrowia
- pomocy społecznej, w tym ośrodków i zakładów opiekuńczych, wspierania rodziny i systemu pieczy zastępczej
- gminnego budownictwa mieszkaniowego
- edukacji publicznej
- kultury, w tym bibliotek gminnych i innych instytucji kultury oraz ochrony zabytków i opieki nad zabytkami
- kultury fizycznej i turystyki, w tym terenów rekreacyjnych i urządzeń sportowych, targowisk i hal targowych
- zieleni gminnej i zadrzewień
- cmentarzy gminnych
- porządku publicznego i bezpieczeństwa obywateli oraz ochrony przeciwpożarowej i przeciwpowodziowej, w tym wyposażenia i utrzymania gminnego magazynu przeciwpowodziowego
- utrzymania gminnych obiektów i urządzeń użyteczności publicznej oraz obiektów administracyjnych
- polityki prorodzinnej, w tym zapewnienia kobietom w ciąży opieki socjalnej, medycznej i prawnej
- wspierania i upowszechniania idei samorządowej, w tym tworzenia warunków do działania i rozwoju jednostek pomocniczych i wdrażania programów pobudzania aktywności obywatelskiej
- promocji gminy
- współpracy i działalności na rzecz organizacji pozarządowych oraz podmiotów wymienionych w art. 3 ust. 3 ustawy z dnia 24 kwietnia 2003 r. o działalności pożytku publicznego i o wolontariacie
- współpracy ze społecznościami lokalnymi i regionalnymi innych państw.